# Elisabeth Ehler
Elisabeth Ehler (* 1977 in Gießen) ist eine deutsche Christliche Archäologin und Kunsthistorikerin.

## Leben und Leistungen
Elisabeth Ehler studierte  Kunstgeschichte, Christliche Archäologie und Byzantinische Kunstgeschichte sowie Katholische Theologie an der Universität Marburg. Bei Ingo Herklotz und Guntram Koch wurde sie dort 2008 mit einer Dissertation zum Thema Figürliche Loculusplatten aus dem frühchristlichen Rom promoviert. In der Arbeit untersuchte sie die Grabverschlussplatten von mehr als 4000 Gräbern in den Katakomben von Rom und stellte diese in einem Katalog zusammen. 2009 war sie zunächst Mitarbeiterin am Benediktinerstift Admont, später bis 2011 Museumsassistentin in Fortbildung an den Staatlichen Museen zu Berlin. 2012 wurde Ehler freie Wissenschaftliche Mitarbeiterin an der Skulpturensammlung und dem Museum für Byzantinische Kunst der Staatlichen Museen zu Berlin, 2014/15 des Vereins zur Förderung des Ägyptischen Museums Berlin sowie 2015/16 freie Mitarbeiterin des Vereins Freunde des Museums für Islamische Kunst im Pergamonmuseum. Seit 2016 ist sie Wissenschaftliche Mitarbeiterin und Kuratorin am Museum für Byzantinische Kunst der Staatlichen Museen zu Berlin.
Ehlers Forschungsschwerpunkt ist die spätantike, weströmische Sepulkralkunst.

## Publikationen (Auswahl)
- Stifts- und Pfarrkirche St. Blasius in Admont (= Christliche Kunststätten Österreichs. Band 509). Verlag St. Peter, Salzburg 2010 [2. Auflage: 2015].
- Figürliche Loculusplatten aus dem frühchristlichen Rom. Textband und Katalogband. Dissertation Philipps-Universität Marburg, Marburg 2012 Digitalisat.
- mit Gabriele Mietke, Cäcilia Fluck, Gisela Helmecke: Josef Strzygowski und die Berliner Museen. Reichert, Wiesbaden 2012, ISBN 978-3-89500-927-3.
- Herausgeberin mit Rafed el-Sayed, Konstantin C. Lakomy, Cäcilia Fluck, Anne Herzberg-Beiersdorf, Olivia Zorn: Achmīm – Ägyptens vergessene Stadt. Begleitband zur Sonderausstellung der Staatlichen Museen zu Berlin in der James-Simon-Galerie. M. Imhof, Petersberg 2015, ISBN 978-3-7319-1067-1.
- mit Cäcilia Fluck, Gabriele Mietke: Wissenschaft und Turbulenz. Wolfgang Fritz Volbach, ein Wissenschaftler zwischen den beiden Weltkriegen. Reichert, Wiesbaden 2017, ISBN 978-3-95490-273-6.